# Aa Ii Na!
 (mars 2012).
Si vous disposez d'ouvrages ou d'articles de référence ou si vous connaissez des sites web de qualité traitant du thème abordé ici, merci de compléter l'article en donnant les références utiles à sa vérifiabilité et en les liant à la section « Notes et références ».
Singles de W
Koi no Vacance
(2004) Robo Kiss
(2004)
 Aa Ii Na!  (あぁ いいな!) est le deuxième single du groupe de J-pop W.

## Présentation
Le single sort le 18 août 2004 au Japon sous le label zetima, écrit et produit par Tsunku. Il atteint la 7e place du classement de l'Oricon, et reste classé pendant neuf semaines, pour un total de 41 581 exemplaires vendus durant cette période. Il ne sort pas cette fois au format "Single V". Les premiers exemplaires ("First Press") contiennent la carte à collectionner Hello! Project photo card #0028.
La chanson-titre est utilisée comme générique de fin de la série anime Doraemon ; elle figurera sur le deuxième album du groupe, 2nd W, qui sortira en février 2006.
C'est le premier single sorti par le duo après que ses deux membres aient quitté le groupe Morning Musume, une semaine auparavant. C'est aussi son premier disque avec des compositions originales, et non des reprises comme précédemment.

## Liste des titres
1. Aa Ii Na! (あぁ いいな!?)
2. Otome no Keitai Denwa no Himitsu (乙女の携帯電話の秘密?)
3. Aa Ii Na! (Instrumental) (あぁ いいな!...?)